# Anna Diop
Mame-Anna Diop, född 6 februari 1988 i Senegals huvudstad Dakar, är en senegalesisk-amerikansk skådespelare och fotomodell. Bland hennes första stora roller märks Nicole Carter i Fox thrillerserie 24: Legacy. Diop spelade rollen som Kory Anders/Starfire i DC Universe/HBO Max-serien Titans mellan åren 2018 och 2023. På film har hon bland annat spelat huvudrollen i den psykologiska thrillerfilmen Nanny från 2022.

## Filmografi (i urval)

### Filmer
| År   | Titel                 | Roll                | Noter |
| ---- | --------------------- | ------------------- | ----- |
| 2016 | Message from the King | Becca               |       |
| 2017 | The Keeping Hours     | Kate                |       |
| 2019 | Us                    | Rayne Thomas/Eartha |       |
| 2022 | Nanny                 | Aisha               |       |
| 2023 | The Book of Clarence  | Varinia             |       |

### TV-serier
| År        | Titel                 | Roll                  | Noter                                                        |
| --------- | --------------------- | --------------------- | ------------------------------------------------------------ |
| 2006–2008 | Everybody Hates Chris | Diedra                | Återkommande roll: Säsong 2–3                                |
| 2011      | Whitney               | Servitris             | Avsnittet "The First Date"                                   |
| 2012      | Southland             | Tjej                  | Avsnittet "Wednesday"                                        |
| 2013      | Touch                 | Lila James            | Avsnittet "Perfect Storm"                                    |
| 2015      | Quantico              | Mia                   | Avsnitten "Found" och "Over"                                 |
| 2016      | Greenleaf             | Isabel                | Återkommande roll: Säsong 1                                  |
| 2016–2017 | 24: Legacy            | Nicole Carter         | Huvudroll                                                    |
| 2018      | Bosch                 | Desiree Zealy         | Återkommande roll: Säsong 4                                  |
| 2018–2023 | Titans                | Koriand'r/Kory Anders | Huvudroll, skriven som "Mame-Anna Diop" under säsong 3 och 4 |